# Valdeci Oliveira
Antônio Valdeci Oliveira de Oliveira, conhecido como Valdeci Oliveira, (Dilermando de Aguiar, 7 de setembro de 1957) é um político brasileiro filiado ao Partido dos Trabalhadores (PT).

## Biografia
Valdeci Oliveira nasceu na localidade de São José da Porteirinha, então distrito de Santa Maria e atualmente pertencente ao município de Dilermando de Aguiar.  
Filho dos pequenos agricultores Joreci e Lenir, é o primogênito entre os quatro filhos do casal.
Antes de ingressar na vida pública, trabalhou como agricultor, comerciário e metalúrgico.  
É casado com Elaine Oliveira, com quem tem duas filhas, Tamara e Diossana, e três netos: Bethina, Maria Luísa e João Bento.

## Carreira política
Iniciou sua militância política na década de 1980, nos movimentos sindical e comunitário em Santa Maria, onde foi presidente do Sindicato dos Metalúrgicos e vice-presidente da Central Única dos Trabalhadores (CUT). Filiou-se ao Partido dos Trabalhadores (PT) em 1986.

### Vereador
Em 1988, foi eleito vereador de Santa Maria com 1.396 votos. Foi reeleito em 1992, com 4.030 votos.

### Deputado federal
Nas eleições de 1994, concorreu a uma vaga na Câmara dos Deputados e obteve 18.153 votos, ficando como primeiro suplente. Assumiu e teve o mandato efetivado em 2 de fevereiro de 1997, quando José Fortunati renunciou para assumir como vice-prefeito de Porto Alegre. Nas eleições de 1998, foi eleito deputado federal com 43.264 votos. Renunciou, em 1º de janeiro de 2001 para assumir o mandato de prefeito de Santa Maria.

### Prefeito de Santa Maria
Em 2000, Valdeci foi eleito prefeito de Santa Maria com 44.585 votos, tornando-se o primeiro operário a governar a cidade. Foi reeleito em 2004 com 51.932 votos.

### Coordenador de campanha à Presidência da República
Em 2006, foi escolhido pelo diretório nacional do PT para coordenar, no Rio Grande do Sul, a campanha de reeleição do presidente Luiz Inácio Lula da Silva.

### Deputado estadual
Em 2010, elegeu-se deputado estadual com 64.163 votos. Durante o governo de Tarso Genro, foi líder do governo na Assembleia Legislativa, articulando a aprovação de mais de 400 projetos. Foi reeleito em 2014 com 44.501 votos.
Em 2018, foi reeleito para seu terceiro mandato como deputado estadual, com 57.840 votos.
Nas eleições de 2022, foi reeleito para o quarto mandato, com 70.580 votos, sendo o mais votado de sua bancada e o sétimo no geral.

#### Atuação parlamentar e projetos de lei
Durante seus mandatos na Assembleia Legislativa, Valdeci Oliveira tem focado sua atuação nas áreas da saúde, geração de emprego e renda e infraestrutura. Criou as frentes parlamentares do Carvão Mineral, da Enfermagem e de Combate ao Racismo, à Homofobia e à Discriminação. Também propôs e coordenou as frentes parlamentares em Defesa da Duplicação da RSC-287; da Proteção à Gestante e Parturiente contra a Violência Obstétrica no Rio Grande do Sul; da Empresa Brasileira de Correios e Telégrafos; do Trabalho e da Renda Básica; da Reforma Psiquiátrica; e da Jornada de 30 horas e do Piso Salarial para a Enfermagem.
É autor da lei que instituiu o teste de triagem neonatal para todas as crianças nascidas no Rio Grande do Sul, visando o diagnóstico precoce de patologias graves, e do projeto de lei que institui a Política Estadual de Renda Básica no estado.

### Presidente da Assembleia Legislativa
Em 31 de janeiro de 2022, assumiu a presidência da Assembleia Legislativa do Rio Grande do Sul para um mandato de um ano.

### Governador em exercício
Em dezembro de 2022, assumiu como governador em exercício nos dias 12 e 13.

### Candidaturas à prefeitura de Santa Maria em 2016 e 2024
Em 2016, candidatou-se a prefeito de Santa Maria, obtendo 43.746 votos no 1º turno e 72.777 no 2º turno, não sendo eleito.
Em 2024, candidatou-se novamente a prefeito de Santa Maria, obtendo 58.580 votos no 1º turno e 64.113 no 2º turno, não sendo eleito.

### Candidatura à presidência do diretório estadual do PT no Rio Grande do Sul
Em julho de 2025, Valdeci Oliveira foi um dos seis candidatos que disputaram a presidência do diretório estadual do Partido dos Trabalhadores no Rio Grande do Sul. Também concorreram Júlio Quadros, Marcelo Carlini, Sofia Cavedon, Stela Farias e Thiago Braga. Todos participaram de um debate na Assembleia Legislativa do Rio Grande do Sul na quinta-feira anterior à eleição, abordando temas como reconexão com as bases, alianças partidárias e estratégias para 2026.Atualmente, disputa o 2º turno com Sofia Cavedon.

## Desempenho eleitoral
| Ano  | Eleição                       | Partido | Cargo             | Votos                             | Resultado  | Ref.          |
| ---- | ----------------------------- | ------- | ----------------- | --------------------------------- | ---------- | ------------- |
| 1988 | Municipal de Santa Maria      | PT      | Vereador          | 1.396                             | Eleito     | [ 4 ]         |
| 1992 | Municipal de Santa Maria      | PT      | Vereador          | 4.030                             | Reeleito   | [ 5 ]         |
| 1994 | Estadual do Rio Grande do Sul | PT      | Deputado federal  | 18.153                            | Suplente   | [ 6 ]         |
| 1998 | Estadual do Rio Grande do Sul | PT      | Deputado federal  | 43.264                            | Eleito     | [ 8 ]         |
| 2000 | Municipal de Santa Maria      | PT      | Prefeito          | 44.585                            | Eleito     | [ 9 ]         |
| 2004 | Municipal de Santa Maria      | PT      | Prefeito          | 51.932                            | Reeleito   | [ 11 ]        |
| 2010 | Estadual no Rio Grande do Sul | PT      | Deputado estadual | 64.163                            | Eleito     | [ 13 ]        |
| 2014 | Estadual no Rio Grande do Sul | PT      | Deputado estadual | 44.501                            | Reeleito   | [ 14 ]        |
| 2016 | Municipal de Santa Maria      | PT      | Prefeito          | 1º turno: 43.746 2º turno: 72.777 | Não eleito | [ 20 ] [ 21 ] |
| 2018 | Estadual no Rio Grande do Sul | PT      | Deputado estadual | 57.840                            | Reeleito   | [ 15 ]        |
| 2022 | Estadual no Rio Grande do Sul | PT      | Deputado estadual | 70.580                            | Reeleito   | [ 27 ]        |
| 2024 | Municipal de Santa Maria      | PT      | Prefeito          | 1º turno: 58.580 2º turno: 64.113 | Não eleito | [ 22 ] [ 23 ] |